# Diénay
 Diénay  là một xã ở tỉnh Côte-d'Or trong vùng Bourgogne-Franche-Comté, phía đông nước Pháp. Xã Diénay nằm ở khu vực có độ cao trung bình 287 mét trên mực nước biển.